# Manifiesto No
El "Manifiesto No" fue la declaración pública de principios artísticos del grupo Los Disidentes, el cual fue redactado y publicado en París, Francia, el 30 de junio de 1950 por los artistas venezolanos Rafael Zapata, Bernardo Chataing, Régulo Pérez, Genaro Moreno y Omar Carreño.
Otros miembros de este grupo eran Pascual Navarro, Mateo Manaure, Carlos González Bogen, Perán Erminy, Rubén Núñez, Narciso Debourg, Dora Hersen, Aimée Battistini y J. R. Guillent Pérez . En el manifiesto los artistas promovieron el abstraccionismo y criticaron los academicismo del arte en Venezuela.

## Manifiesto
| Nosotros no vinimos a París a seguir cursos de diplomacia, ni a adquirir una "cultura" con fines de comodidad personal. Vinimos a enfrentarnos con los problemas, a luchar con ellos, a aprender a llamar las cosas por su nombre, y por ello mismo no podemos mantenernos indiferentes ante el clima de falsedad que constituye la realidad cultural de Venezuela. A su mejoramiento creemos contribuir atacando sus defectos con la mayor crudeza, haciendo recaer las culpas sobre los verdaderos responsables o quienes les apoyan. Buena parte de la tarea que emprendemos no nos corresponde, pero ante la indiferencia de aquellos a quienes les incumbe, no hemos vacilado en hacerla nuestra, puntualizando también todo cuanto podamos. Somos venezolanos (y continuaremos siéndolo) y hemos sido las primeras víctimas de ese estado lamentable de cosas. Hoy nos rebelamos contra ellas, y hablamos alto porque es necesario. Vamos contra lo que nos parece regresivo o estacionario, contra lo que tiene una falsa función. Hemos sido resultado y testigos de mucho absurdo, y mal andaríamos si no pudiéramos decir lo que pensamos, en la forma en que creemos necesario decirlo. Hemos querido decir "NO" ahora y después de "Los Disidentes". "NO" es la tradición que queremos instaurar. El "NO" venezolano que nos cuesta tanto decir. "NO" a los falsos Salones de Arte Oficial. "NO" a ese anacrónico archivo de anacronismos que se llama Museo de Bellas Artes. "NO" a la Escuela de Artes Plásticas y sus promociones de falsos impresionistas. "NO" a las exposiciones de mercaderes nacionales y extranjeros que se cuentan por cientos cada año en el Museo. - "NO" a los falsos críticos de arte. - "NO" a los falsos músicos folkloristas. - "NO" a los falsos poetas y escritores llena-cuartillas. - "NO" a los periódicos que apoyan tanto absurdo, y al público que va todos los días dócilmente al matadero. Decimos "NO" de una vez por todas al consummatum est venezolano con el que no seremos nunca sino una ruina. *Hemos decidido reducir nuestro grupo a sólo aquellos que le prestan una colaboración activa y están en un todo de acuerdo con su actuación y principios. Armando Barrios, de quien nos separan diferencias de "medios", "no de finalidades", se retira hoy de "Los Disidentes" (30 de junio de 1950). |